# ۹ ام۱۳۳ کورنت
کورنت (به روسی: Корнет) نوعی موشک هدایت‌شونده ضدتانک سنگین روسی است که در سال ۱۹۹۴ ارائه شد. این موشک نسل دوم، برای انهدام تانک‌های اصلی میدان نبرد نسل جدید و هلیکوپترهای کند و ارتفاع پایین طراحی شده اما به خاطر هزینهٔ بالای تولید قرار نیست به‌طور کامل جای سیستم‌های ضدتانک قبلی را بگیرد. کد گراو این موشک، ۹اِم۱۳۳ و نام ناتو آن AT-14 Spriggan است. این موشک نخستین بار در سال ۱۹۹۸، وارد خدمت عملیاتی در نیروهای مسلح روسیه شد.
کورنت برخلاف دیگر موشک‌های ضدتانک از هدایت سیمی استفاده نمی‌کند بلکه با پرتو لیزر به سوی هدف حرکت می‌کند. این موشک ۲۷ کیلوگرم وزن و توانایی عبور از ۱۰۰ تا ۱۲۰ سانتی‌متر زره فولادی را دارد و در مسافت‌های ۱۰۰ تا ۵۵۰۰ متری کارایی دارد و مدلی از آن با سرجنگی گرمافشاری برای استفاده علیه سنگرها و نفرات نیز طراحی شده‌است.

## تاریخچه
در دهه ۱۹۹۰ میلادی، ارتش سرخ سعی در جایگزینی موشک قدیمی کنکورس (آتی-۵) که در آن زمان بیش از ۲۰ سال بود که در خدمت بود با یک موشک جدید و کارآمدتر داشتند. که این طرح سرانجام در سال ۱۹۹۴ توسط دفتر طراحی تجهیزات کابی‌پی با نام کورنت معرفی شد.

## ویژگی‌ها
موشک کورنت یک موشک هدایت‌شونده ضدتانک سنگین است که برای مقابله با تانک‌های نسل حاضر و همچنین اهداف هوایی در ارتفاع کم و با سرعت کم مانند بالگردها طراحی شده‌است. نام مدل صادراتی این موشک، کورنت-ئی است.. موشک کورنت دارای ۴ بال کوچک در عقب و ۲ بال کوچک در دماغه است این موشک روی سه‌پایه و انواع خودروهای زرهی مانند بی‌ام‌پی-۳ قابل نصب است و توسط دو نفر قابل حمل می‌باشد و مدت زمان عملیاتی نمودن آن نیز از ۱ دقیقه تجاوز نمی‌کند.
موشک کورنت با دو سر جنگی قابل استفاده است:
1. برای اهداف انسانی و جنگ‌های شهری (ترموباریک)
2. سر جنگی دومرحله‌ای برای مقابله با اهداف زرهی دارای زره واکنشی انفجاری

برد موشک کورنت در روز حداقل ۱۰۰ متر و حداکثر ۵۰۰۰ متر است و برد این موشک در شب حداقل ۱۰۰ متر و حداکثر ۳۵۰۰ متر است.
موشک کورنت یکی از موشک‌های نسل دو است که برای مقابله با جمینگ از یک سیستم لیزری جدید استفاده می‌شود. این سیستم معادل سیستم به‌کار رفته در اف‌جی‌ام-۱۴۸ جاولین است.
در جنگ‌های اخیر ثابت شده که این موشک در جنگ‌های شهری در برابر بسیاری از زره‌پوش‌های معروف مانند مرکاوا مارک ۳اسرائیل، آبرامز و استریکر آمریکا و بی‌ام‌پی و بی‌تی‌آر-۹۰ روسیه مؤثر است. شواهد در جنگ حزب‌الله و اسراییل ۲۰۰۶ و جنگ عراق ۲۰۰۳ نشان می‌دهد که کورنت مافوق صوت است.
سوخت موشک توسط سوخت جامد تأمین می‌شود. در ضمن موشک دارای دو اگزوز می‌باشد و از یک سیستم لیزری SACLOS (هدایت لیزری خط دید نیمه‌اتوماتیک) استفاده می‌کند.
سیستم هدایت این موشک در برابر اقدامات الکترونیکی مقاوم است و قابلیت عملیات در همهٔ شرایط آب‌وهوایی و روز و شب را داراست. این موشک با کلاهک دومرحله‌ای قابلیت نفوذ ۱۰۰۰–۱۲۰۰ میلی‌متر پشت سر زره واکنشگر را داراست. همراه موشک کورنت سه‌پایه پرتاب ۹پی۱۶۳–۱ و دوربین حرارتی ۱پی‌ان۷۹ نیز می‌باشد.
سیستم کورنت قابلیت نصب بر روی سیستم خودکششی بر پایه نفربر بی‌ام‌پی-۳ را داراست این سیستم زرهی که به‌طور جداگانه‌ای تولید می‌شود که از این لحاظ بسیار شبیه عملکرد سیستم موشکی Khrizantema می‌باشد و نام آن ۹K۱۳۳ است دارای ۲ ریل حل موشک و بارگذاری در آن خودکار است و خودرو قابلیت حمل ۱۶ موشک ذخیره را داراست این سیستم دارای دو خدمه (راننده توپچی) و همچنین با استفاده از سیستم‌های هدایتی این سیستم قابلیت شلیک دو موشک به صورت هم‌زمان به یک هدف را دارا است.
کاب‌پ همچنین برجک کوراتت را بر مبنای کورنت به بازار عرضه نموده که دارای ۴ موشک آماده شلیک بر روی ریل است. سیستم هدایت این برجک نیز مانند ۹K۱۳۳–۱ توانایی آتش دو موشک به سوی یک هدف را داراست بنظر می‌رسد. این برجک به عنوان یک گزینه برای بهینه‌سازی نفربرهای سری بی‌تی‌آر و بی‌ام‌پی-۱ و دیگر نفربرها و خودروهای جنگی پیاده‌نظام و همین‌طور قایق‌های گشتی طراحی شده‌است، همچنین این برجک علاوه بر دارا بودن ۴ موشک دارای یک توپ مسلسل ۳۰ میلی‌متری ۲آ۷۲ نیز می‌باشد، وزن کلی برجک ۱۵۰۰ کیلوگرم است. همچنین دفتر طراحی کاب‌پی در حال طراحی برجک دیگری با نام BEREZHOK می‌باشند که این برجک نیز دارای موشک کورنت می‌باشد.

## تاریخچه عملیاتی

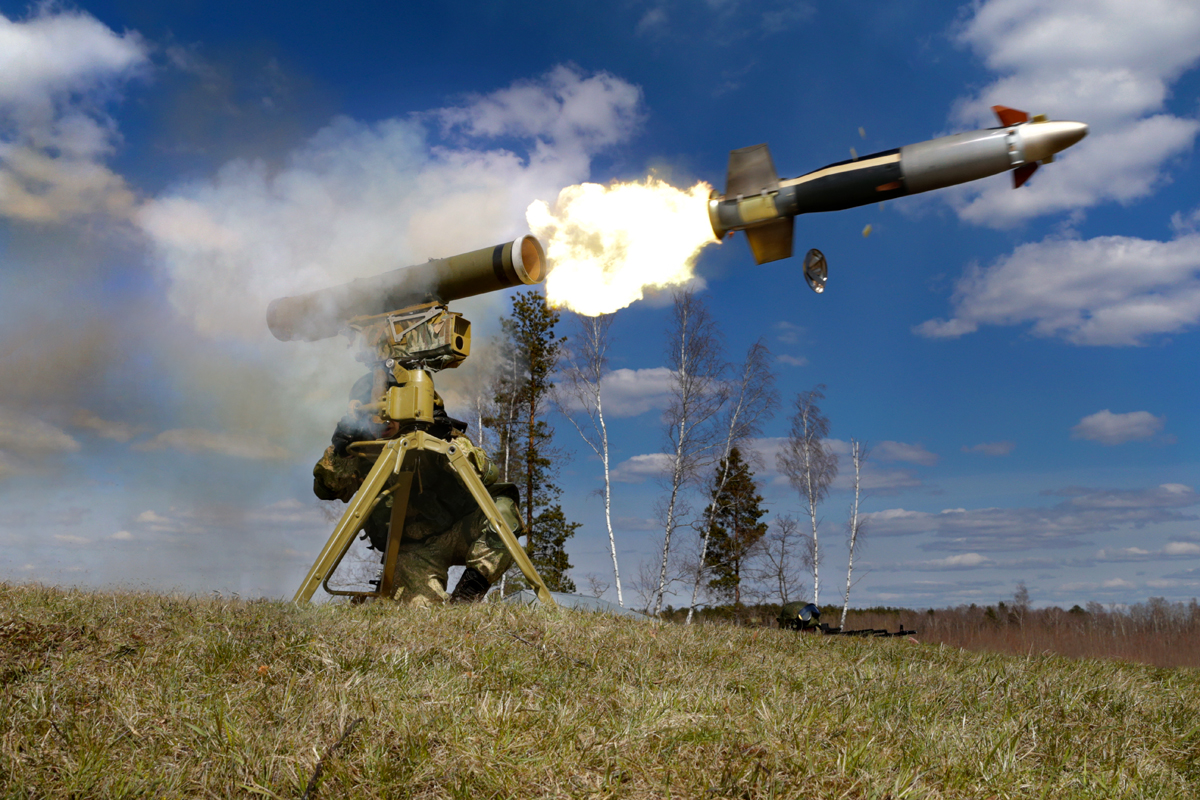
پرتاب موشک کورنت

در طول تهاجم به عراق در سال ۲۰۰۳ نیروهای آمریکایی در طی نبرد خود با موشک‌های کورنت موجود در عراق مواجه شدند. GlobalSecurity.org ادعا می‌کند که ۳۶ تانک M۱ ابرامز و ۱۳ نفربر M۲ برادلی غیرفعال شدند اما جز چند مورد مابقی به‌طور کامل نابود نشدند.
در جنگ عراق ۲۰۰۳ نیروی‌های ویژه عراق بعثی در تیم‌های سه‌نفره با پوشیدن لباس غیرنظامی و سوار بر نیسان وانت علیه ستون‌های زرهی و ۳ لشکر پیاده آمریکا وارد عمل شدند. آن‌ها سطوح پهن هر وسیله زرهی را از فواصل چندین کیلومتری مورد هدف قرار می‌دادند. در نخستین هفتهٔ تهاجم به عراق، حداقل ۱۲ تانک آبرامز و ۲۳ خودرو جنگی پیاده‌نظام از نوع برادلی غیرفعال شد. آمریکایی‌ها بسیار علاقه‌مند بودند تا یک نمونه دست‌نخورده کورنت را به‌دست آورند و تا حدودی نیز موفق شده و یک لانچر شلیک شده را پیدا کردند.
در جنگ ۳۳ روزه بار دیگر سوریه با انتقال کورنت به حزب‌الله لبنان کمک فراوانی کرد که باعث خسارت‌هایی به زره ۲۴ تانک مرکاوای اسرائیلی و نابودی کامل حداکثر ۸ دستگاه از آن‌ها شد. ارتش اسرائیل توانست یک موشک سالم کورنت و لانچرش را در یکی از مواضع حزب‌الله در روستای قندوریه به‌دست‌آورد. به گزارش دیلی تلگراف جعبه‌های مهمات این موشک با نام و آرم وزارت دفاع سوریه و نوشته‌ای به نام: تأمین‌کننده: کاب‌پی تولا روسیه مشخص شده بودند. چند ماه پس از آتش‌بس مدارکی از جمله عکس‌هایی رو شد که نشان می‌داد که حزب‌الله دارای این موشک می‌باشد. مقامات اسرائیلی اظهار داشتند که این موشک‌ها از طریق سوریه قاچاق شده و در اختیار حزب‌الله لبنان قرار گرفته‌اند اما دولت روسیه این اتهامات را بی‌اساس دانست.

## کاربران
- الجزایر - ۲۱۸ تا در ۲۰۰۶ سفارش داد.[۱۱]
- جمهوری آذربایجان - ۶۰ لانچر با ۵۴۰ موشک[۱۲]
- یونان - ۱۹۶ لانچر با بیش از ۱۱۰۰ موشک، از ۲۰۰۸ تاکنون در حال خدمت است.[۱۳]
- حماس - در ۲۰۱۰–۲۰۱۱ به کار برد.[۱۴]
- حزب‌الله - در جنگ لبنان (۲۰۰۶) به کار برد.[۱۵][۱۶][۱۷][۱۸]
- ایران - در حال تولید نسخهٔ تحت لیسانس آن تحت نام دهلاویه از سال ۲۰۱۳ است.[۱۹][۲۰]
- هند - 250 Kornet-E از ۲۰۰۸ در حال خدمت
- اردن - ۲۰۰ لانچر Kornet-E با ۲۰۰۰ موشک[۲۱]
- سوریه - ۵۰ لانچر Kornet-E با ۱۵۰۰ موشک از ۱۹۹۸[۲۲]
- لیبی - در جنگ داخلی لیبی (۲۰۱۱) توسط طرفداران قذافی به کار رفت.[۲۳]
- روسیه - ۳۸۲۵ موشک با تعداد لانچرهای نامشخص تولید کرده‌است.[۲۴] (۲۰۰۹)
- ترکیه - ۸۰ لانچر با ۸۰۰ موشک[۲۵]
- پرو - ۲۸۸ موشک و ۲۴ لانچر به علاوهٔ شبیه‌سازها برای تمرین و پشتیبانی فنی. موشک‌ها را در ژانویهٔ ۲۰۱۹ تحویل گرفت..
- اوگاندا - ۱۰۰۰ موشک